# Southeastern
SE Trains Limited, aktiv unter dem Namen Southeastern, ist eine britische Bahngesellschaft, die seit 2021 Personenverkehr im Südosten Englands durchführt.

## Geschichte
Vom 1. April 2006 bis 16. Oktober 2021 war das Franchise an die London & South Eastern Railway Limited, einer Tochtergesellschaft von Govia
(Go-Ahead 65 %, Keolis 35 %), vergebenen, die unter dem Namen Southeastern aktiv war. 
Am 17. Oktober 2021 wurde der Betrieb von dem staatlichen Unternehmen SE Trains Limited übernommen, das weiterhin den Namen Southeastern verwendet.

## Hochgeschwindigkeit-Dienst
Ab Dezember 2009 bot Southeastern als erste Bahngesellschaft des Landes eine ausschließlich innerhalb Englands verkehrende Hochgeschwindigkeitsverbindung (und die zweite überhaupt nach dem Eurostar) über die Schnellfahrstrecke High Speed 1 an, die vom Bahnhof St Pancras in London nach Kent führte. Sie nutzte dabei auch die Hauptstrecken South Eastern Main Line und Brighton Main Line.
Während der Olympischen Sommerspiele 2012 setzte Southeastern ihre Züge der Klasse 395 als Olympic Javelin Shuttle (Javelin > englisch: Speer) im Pendelverkehr von London St Pancras nach Ebbsfleet International ein, mit Halt im Bahnhof Stratford International, der inmitten des Olympiageländes liegt.

## Weitere Verbindungen

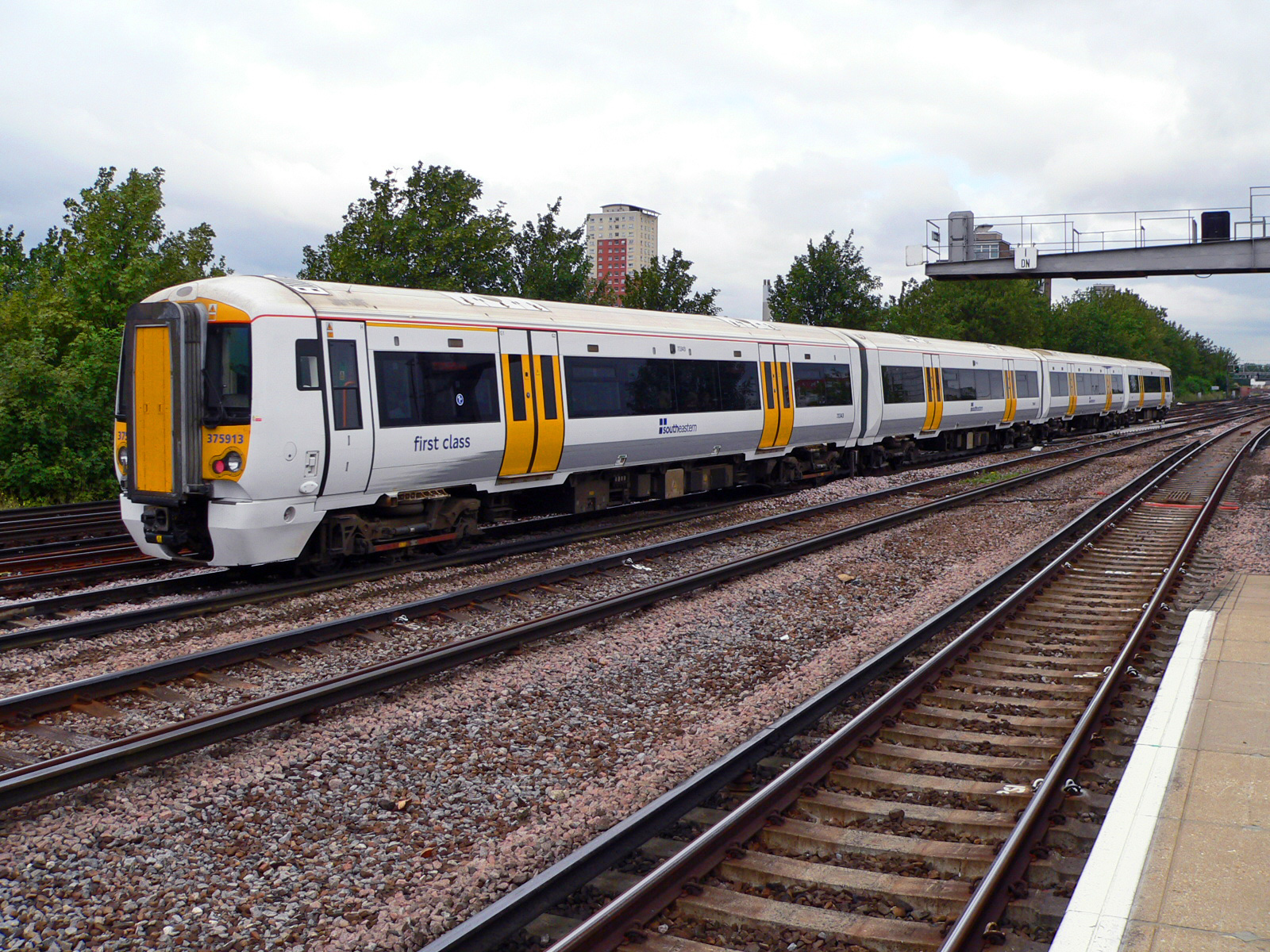
Zug von Southeastern

Neben dem Hochgeschwindigkeitsverkehr betrieb Southeastern weitere Zugverbindungen im südöstlichen England, unter anderem auf der East Coastway Line und der Hastings Line.